# Győrladamér, Győr-Moson-Sopron
Győrladamér  este un sat în districtul Győr, județul Győr-Moson-Sopron, Ungaria, având o populație de 1.585 de locuitori (2011). 

## Demografie
Componența etnică a satului Győrladamér
     Maghiari (97,3%)
     Germani (2,1%)
     Necunoscut (0,6%)
     Alții (0,6%)
Componența confesională a satului Győrladamér
     Romano-catolici (48,77%)
     Fără religie (6,56%)
     Reformați (5,24%)
     Luterani (2,21%)
     Necunoscută (36,28%)
     Alte religii (1,89%)
Conform recensământului din 2011, satul Győrladamér avea 1.585 de locuitori. Din punct de vedere etnic, majoritatea locuitorilor (97,3%) erau maghiari, cu o minoritate de germani (2,1%). Apartenența etnică nu este cunoscută în cazul a 0,6% din locuitori. Nu există o religie majoritară, locuitorii fiind romano-catolici (48,77%), persoane fără religie (6,56%), reformați (5,24%) și luterani (2,21%). Pentru 36,28% din locuitori nu este cunoscută apartenența confesională.